# Regentenstraße 228 (Mönchengladbach)

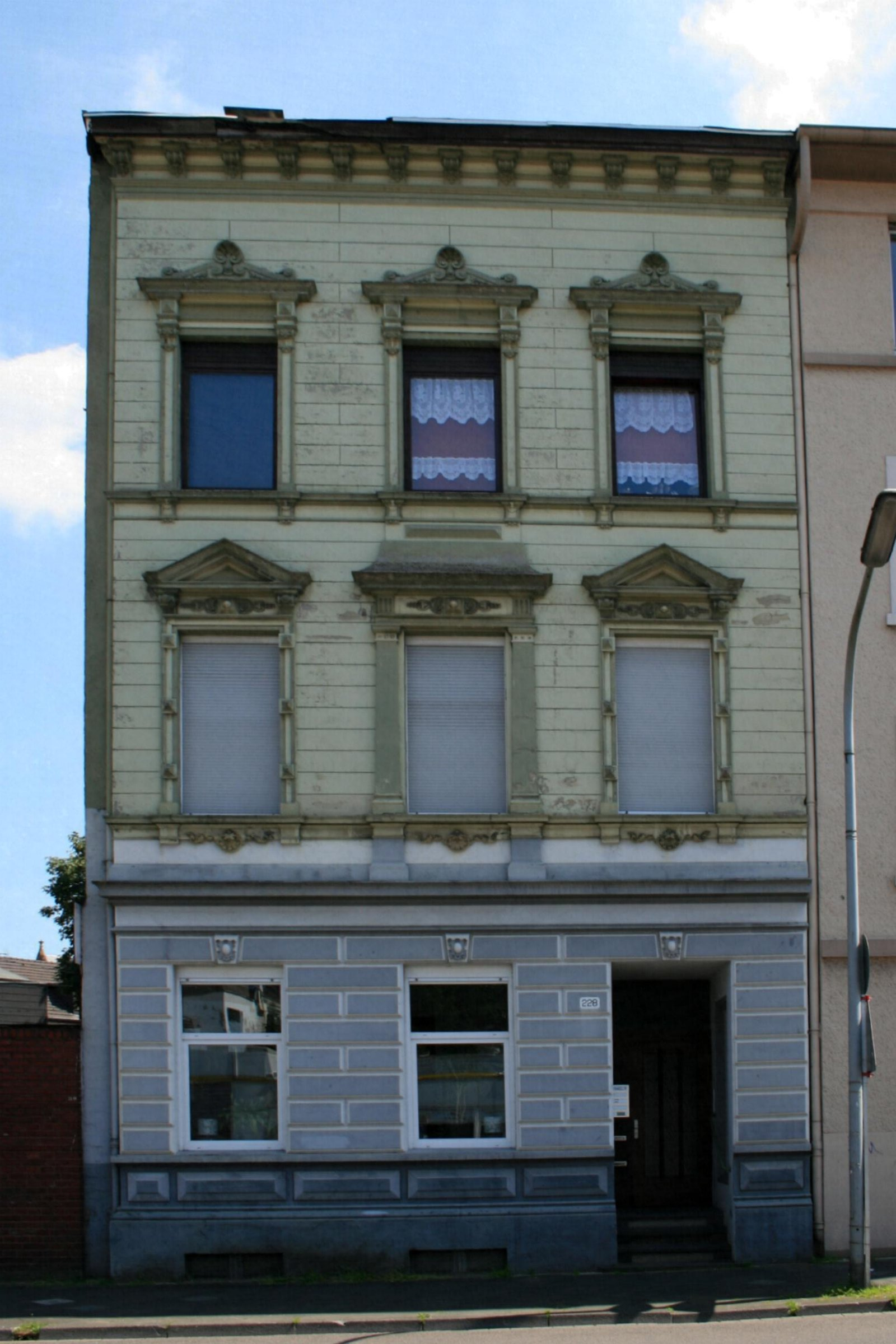
Wohnhaus (2010)

Das Wohnhaus Regentenstraße 228 steht im Stadtteil Eicken in Mönchengladbach (Nordrhein-Westfalen).
Das Gebäude wurde um 1900 erbaut. Es wurde unter Nr. R 076 am 17. Mai  1989 in die Denkmalliste der Stadt Mönchengladbach eingetragen.

## Lage
Das Objekt liegt an der Südseite der Regentenstraße im Umfeld ähnlicher Häuser der Jahrhundertwende. 

## Architektur
Es handelt sich um ein dreigeschossiges, traufenständiges, dreiachsiges Gebäude auf glattem, schwach vorspringendem Sockel. Das Gebäude Nr. 228 ist das einzige Objekt aus der Zeit des Historismus im Straßenabschnitt zwischen Körner- und Neuhofstraße.